# Kathy Castor
Katherine Anne Castor (Miami, 20 de agosto de 1966) es una abogada y congresista estadounidense, actual representante del 14.° distrito congresional de Florida en la Cámara de Representantes de los Estados Unidos. Castor pertenece al Partido Demócrata y fue miembro de la Comisión del Condado de Hillsborough.

## Biografía
Nació en Miami y se crio en Tampa. Tiene una licenciatura en ciencias políticas de la Universidad Emory, que obtuvo en 1988, y procedió a obtener un doctorado en derecho de la Facultad de Derecho de la Universidad Estatal de Florida en 1991.
Es hija de Don Castor, un juez retirado del Condado de Hillsborough, y de Betty Castor, una educadora y política estadounidense que ejerció como Comisionada en Educación de la Florida a elección del Senado, y posteriormente fue presidenta de la Universidad del Sur de Florida.
Antes de servir en el Congreso, Kathy Castor fue presidenta de la Asociación de Mujeres Abogadas de Florida y Consejera General Adjunta del Departamento de Asuntos Comunitarios de Florida. Castor también fue presidenta de la Comisión de Protección Ambiental del Condado de Hillsborough en 2005, año en el que recibió el reconocimiento de Tampa Bay Business Journal's Woman of the Year. 
Su carrera política en el Congreso comenzó en 2007 cuando fue elegida como representante del 11.° distrito congresional de Florida. Dicho mandato terminó en 2013 cuando fue elegida como representante del 14.° distrito congresional de Florida, donde se mantiene hasta ahora. 
Durante su tiempo como congresista fue miembro del Comité de Energía y Comercio, el Comité de Presupuesto, y el Comité selecto sobre la Crisis Climática, el cual preside.
Está casada con Bill Lewis (William) y tienen dos hijas: Julia y Chrissy. Castor es cristiana presbiteriana.